# Bailleul-Sir-Berthoult
Pour les articles homonymes, voir Bailleul.
Ne pas confondre avec Bailleul-aux-Cornailles ou Bailleul-lès-Pernes dans le même département.
Bailleul-Sir-Berthoult est une commune française située dans le département du Pas-de-Calais en région Hauts-de-France. Ses habitants sont appelés les Bailleulois/Bailleuloises. La commune est membre de la communauté urbaine d'Arras qui regroupe 46 communes et totalise 109 776 habitants en 2021.

## Géographie

### Localisation
Localisée dans le sud-est du département du Pas-de-Calais, Bailleul-Sir-Berthoult est un bourg rural situé, à vol d'oiseau, à 7 km au nord-est de la commune d’Arras (chef-lieu d'arrondissement et préfecture du Pas-de-Calais).
Le territoire de la commune est limitrophe de ceux de neuf communes.
Les communes limitrophes sont Oppy, Roclincourt, Saint-Laurent-Blangy, Thélus, Willerval, Arleux-en-Gohelle, Athies, Farbus et Gavrelle.

### Géologie et relief
La superficie de la commune est de 9,35 km2 ; son altitude varie de 58  à   114 mètres.

### Hydrographie
Le territoire de la commune est situé dans le bassin Artois-Picardie. Elle n'est drainée par aucun cours d'eau,.

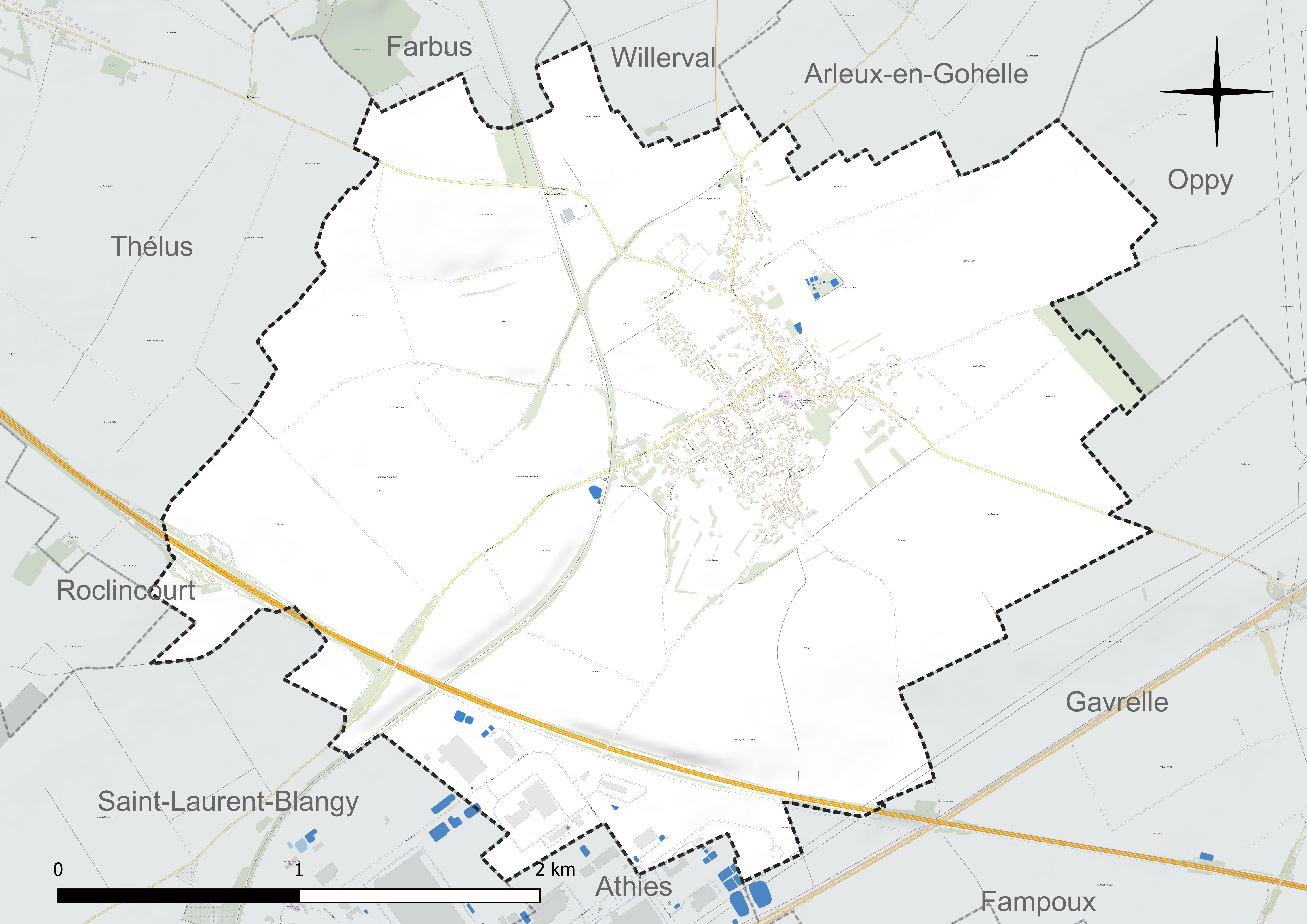
Réseau hydrographique de Bailleul-Sir-Berthoult.

### Climat
Pour des articles plus généraux, voir Climat des Hauts-de-France et Climat du Pas-de-Calais.
En 2010, le climat de la commune est de type climat océanique dégradé des plaines du Centre et du Nord, selon une étude du CNRS s'appuyant sur une série de données couvrant la période 1971-2000. En 2020, Météo-France publie une typologie des climats de la France métropolitaine dans laquelle la commune est exposée à un climat océanique et est dans la région climatique Nord-est du bassin Parisien, caractérisée par un ensoleillement médiocre, une pluviométrie moyenne régulièrement répartie au cours de l'année et un hiver froid (3 °C).
Pour la période 1971-2000, la température annuelle moyenne est de 10,4 °C, avec une amplitude thermique annuelle de 14,1 °C. Le cumul annuel moyen de précipitations est de 717 mm, avec 12,6 jours de précipitations en janvier et 8,9 jours en juillet. Pour la période 1991-2020, la température moyenne annuelle observée sur la station météorologique la plus proche, située sur la commune de Wancourt à 10 km à vol d'oiseau, est de 10,8 °C et le cumul annuel moyen de précipitations est de 711,4 mm,. Pour l'avenir, les paramètres climatiques de la commune estimés pour 2050 selon différents scénarios d'émission de gaz à effet de serre sont consultables sur un site dédié publié par Météo-France en novembre 2022.

### Milieux naturels et biodiversité

#### Zone naturelle d'intérêt écologique, faunistique et floristique
L'inventaire des zones naturelles d'intérêt écologique, faunistique et floristique (ZNIEFF) a pour objectif de réaliser une couverture des zones les plus intéressantes sur le plan écologique, essentiellement dans la perspective d'améliorer la connaissance du patrimoine naturel national et de fournir aux différents décideurs un outil d'aide à la prise en compte de l'environnement dans l'aménagement du territoire.
Le territoire communal comprend une ZNIEFF de type 1 : la forêt domaniale de Vimy, le coteau boisé de Farbus et le bois de l'Abîme. Ce site présente de nombreux boisements et des points de vue sur la plaine de la Gohelle et le bassin minier. Plusieurs vestiges de la Première Guerre mondiale, comme les trous de bombes et les tranchées, sont encore visibles.

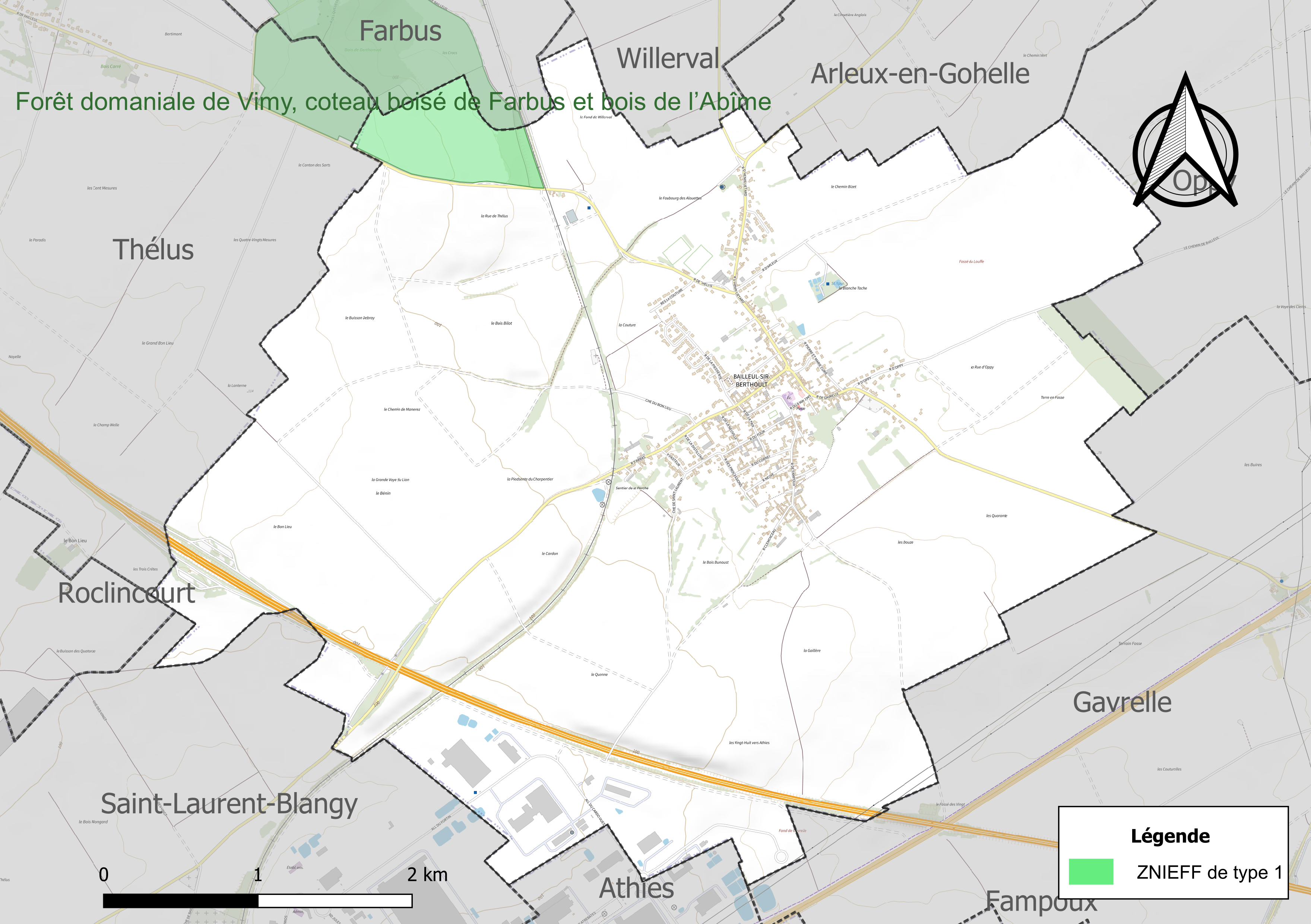
Carte de la ZNIEFF sur la commune.

## Urbanisme

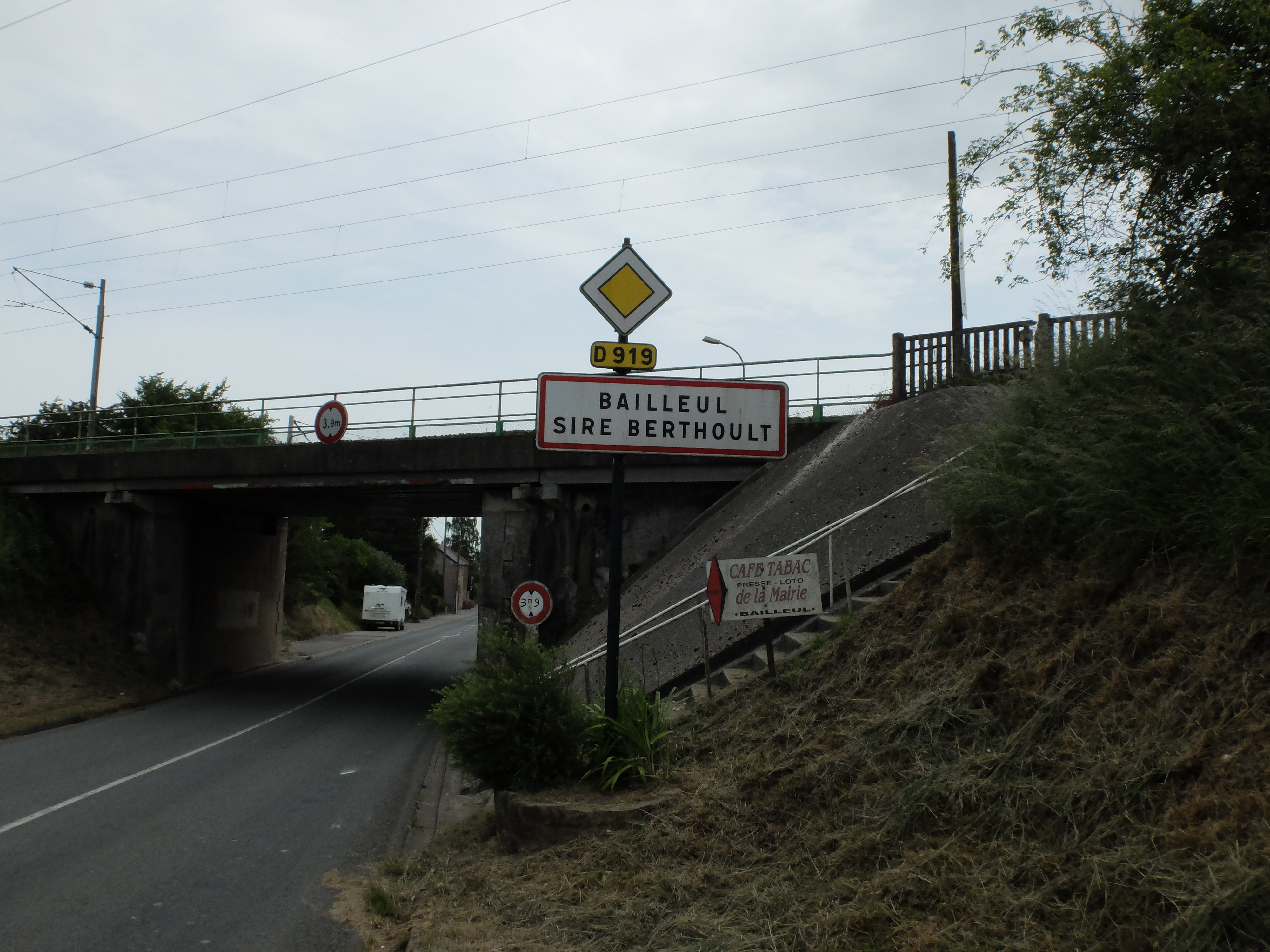
Une entrée de la commune.

### Typologie
Au 1er janvier 2024, Bailleul-Sir-Berthoult est catégorisée bourg rural, selon la nouvelle grille communale de densité à sept niveaux définie par l'Insee en 2022.
Elle est située hors unité urbaine. Par ailleurs la commune fait partie de l'aire d'attraction d'Arras, dont elle est une commune de la couronne,. Cette aire, qui regroupe 163 communes, est catégorisée dans les aires de 50 000 à moins de 200 000 habitants,.

### Occupation des sols
L'occupation des sols de la commune, telle qu'elle ressort de la base de données européenne d'occupation biophysique des sols Corine Land Cover (CLC), est marquée par l'importance des territoires agricoles (89,4 % en 2018), en diminution par rapport à 1990 (93,4 %). La répartition détaillée en 2018 est la suivante :
terres arables (89,4 %), zones urbanisées (8,5 %), zones industrielles ou commerciales et réseaux de communication (2,1 %). L'évolution de l'occupation des sols de la commune et de ses infrastructures peut être observée sur les différentes représentations cartographiques du territoire : la carte de Cassini (XVIIIe siècle), la carte d'état-major (1820-1866) et les cartes ou photos aériennes de l'IGN pour la période actuelle (1950 à aujourd'hui).

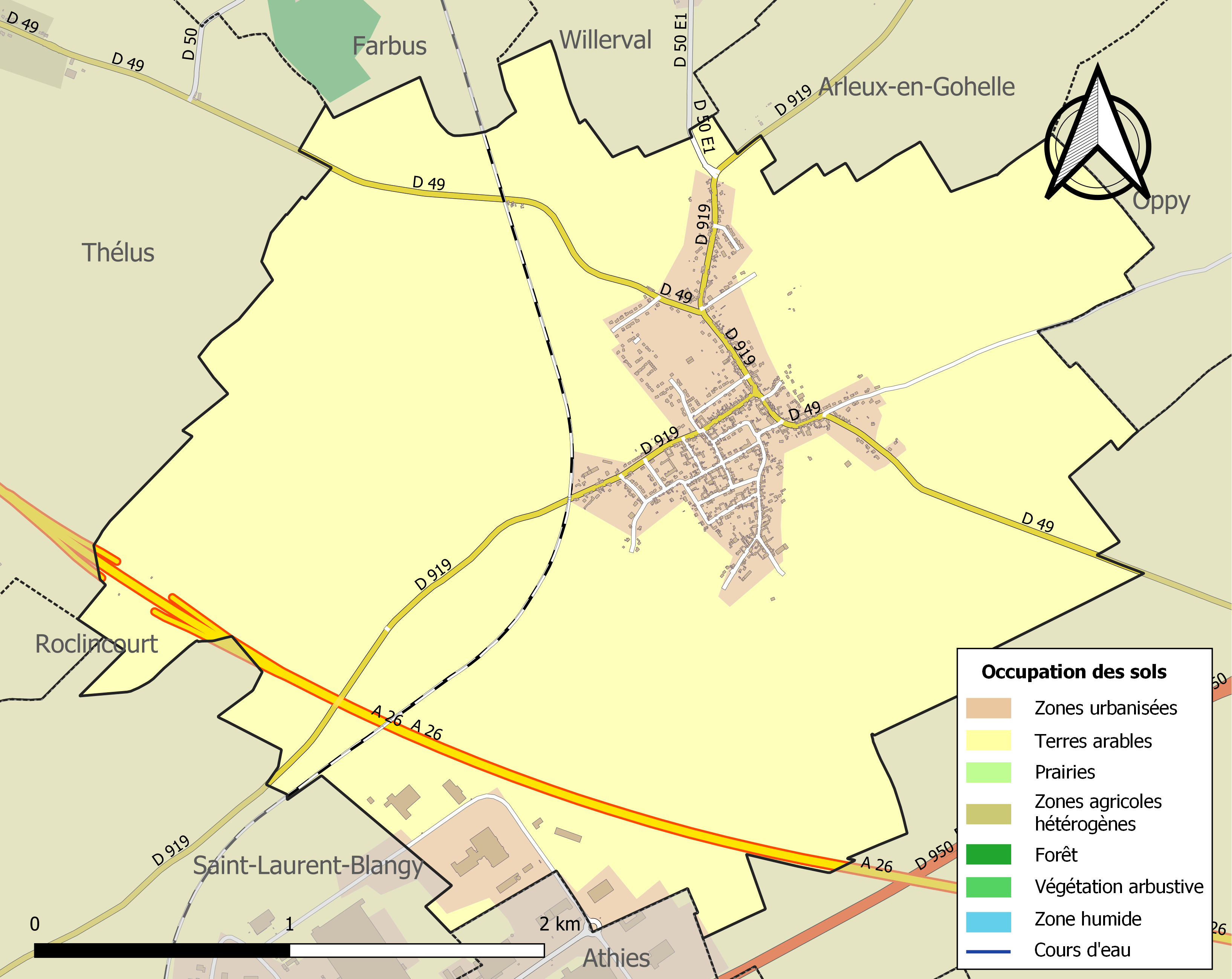
Carte des infrastructures et de l'occupation des sols de la commune en 2018 (CLC).

### Voies de communication et transports

#### Voies de communication
La commune est desservie par les routes départementales D 49 et D 919. Elle est située à 6 km de la sortie no 16 de l'autoroute A1 reliant Paris à Lille.
Le sud du territoire communal est traversé par l'autoroute A26 appelé autoroute des anglais.

#### Transport ferroviaire

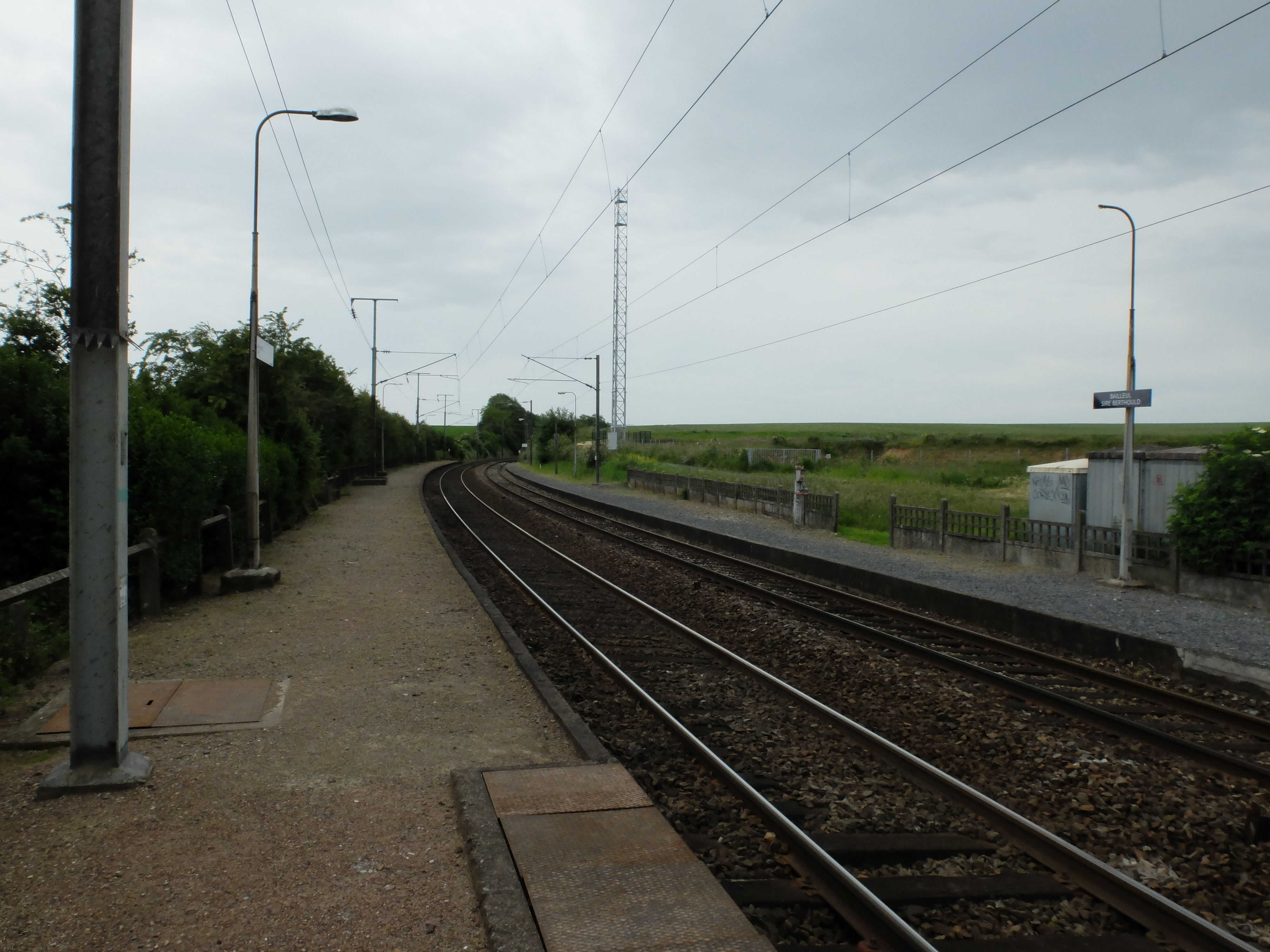
La gare de Bailleul-Sir-Berthoult.

La commune dispose de la gare de Bailleul-Sir-Berthoult, point d'arrêt non géré (PANG) sur la ligne d'Arras à Dunkerque-Locale et qui est desservie par des trains TER Hauts-de-France qui effectuent des missions entre les gares d'Arras et d'Hazebrouck.
Elle est aisément accessible depuis l'ex-route nationale 50.

## Toponymie
Le nom de la localité est attesté sous les formes Baillol, Bayllol (1098) ; Ballul (1111) ; Balliul (1119) ; Bailol (1136) ; Bailloil (1156) ; Balol et Balel (1167) ; Ballol (1180) ; De Bailleolis (1194) ; Balleolum (XIIe siècle) ; Bailleus (1210) ; Bailluel monsignor Bertoul (1230) ; Bailliolum (1237) ; Baillouel (1263) ; Bailloeus (1278) ; Baillolium (1290) ; Ballolium (1290) ; Bailleolum (1291) ; Baiolum (1298) ; Bailloel et Bailloeus (XIIIe siècle) ; Balloel monseigneur Bertoul (vers 1304) ; Balliu (1360) ; Bailloel sire Bertoul (1433) ; Bailleul le Bertoul (XVe siècle) ; Baillueul Sire Bertoul (1565) ; Bailloeul Sierebercoul (1720) ; Bailleul sur Bertoul (1720) ; Bailleul la Liberté (1793).
Ce toponyme est issu du latin balliculum (« palissade »), ou d'un mot de base baculum (« bâton ») et le suffixe diminutif -eolum de présence. Dans les deux cas, la ville a été nommée d'après la palissade qui l'entourait.
Le déterminant complémentaire fait référence à un des seigneurs de Bailleul, mentionné sur des documents sous les formes « Bertulphus, dominus de Bailliolo, miles » en 1237, « Bertouls, sires de Bailloel » en 1240.
Durant la Révolution française, la commune porte le nom de Bailleul-la-Liberté.

## Histoire

### Circonscriptions d'ancien Régime
Bailleul-Sire-Bertoult, en 1789, faisait partie de la gouvernance d'Arras et avait une coutume locale rédigée en 1507 suivant la coutume d'Artois.
Son église paroissiale, diocèse d'Arras, doyenné d'Hénin-Liétard, district d'Arieux-en-Gobelle, était consacrée à saint Jean-Baptiste; l'abbé de Saint-Vaast présentait à la cure.
Alexandre Le Blancq Ier, fils de Guillaume Ier, écuyer, seigneur de Meurchin et d'Houchin, et de Philippotte Ruffault, est dit écuyer puis chevalier, seigneur de Meurchin et baron de Bailleul-sir-Berthoult. II épouse Marie Muysart, dame d'Attiches, morte le 11 octobre 1610, enterrée dans l'église Sainte-Catherine de Lille. Mort en 1574, il est enterré dans  l'église Saint-Maurice de Lille,.
En 1613, Alexandre le Blancq II, écuyer, seigneur de Meurchin, de Bailleul-sir-Berthoult et de Langlé, fils d'Alexandre le Blancq Ier, qui a été fait chevalier récemment, et dont plusieurs ancêtres ont également été créés chevaliers, en raison des grands services qu'ils ont rendus, a été, pour ces motifs et du fait des services qu'il a lui-même rendus, créé chevalier par lettres données à Bruxelles. Il succède dans la seigneurie de Bailleul-sir-Berthoult à son frère Guillaume le Blancq II, mort le 2 novembre 1589.

### Première Guerre mondiale
Le village est considéré comme détruit à la fin de la Première Guerre mondiale et est décoré de la croix de guerre 1914-1918, le 23 septembre 1920, distinction également attribuée à 276 autres communes du Pas-de-Calais,.

## Politique et administration

### Découpage territorial
La commune se trouve dans l'arrondissement d'Arras du département du Pas-de-Calais.

#### Commune et intercommunalités
Depuis 1980, la commune est membre de la communauté urbaine d'Arras.

#### Circonscriptions administratives
La commune faisait partie depuis 1793 du canton de Vimy. Dans le cadre du redécoupage cantonal de 2014 en France, la commune est désormais intégrée au canton d'Arras-2.

#### Circonscriptions électorales
Pour l'élection des députés, la commune fait partie depuis 1986 de la deuxième circonscription du Pas-de-Calais.

## Équipements et services publics

### Postes et télécommunications
Le bureau de poste a fermé fin 2018, remplacé par une agence postale communale.

### Justice, sécurité, secours et défense
La commune dépend du tribunal judiciaire d'Arras, du conseil de prud'hommes d'Arras, de la cour d'appel de Douai, du tribunal de commerce d'Arras, du tribunal administratif de Lille, de la cour administrative d'appel de Douai et du tribunal pour enfants d'Arras.

## Population et société

### Démographie
Les habitants de la commune sont appelés les Bailleulois.

#### Évolution démographique
L'évolution du nombre d'habitants est connue à travers les recensements de la population effectués dans la commune depuis 1793. Pour les communes de moins de 10 000 habitants, une enquête de recensement portant sur toute la population est réalisée tous les cinq ans, les populations de référence des années intermédiaires étant quant à elles estimées par interpolation ou extrapolation. Pour la commune, le premier recensement exhaustif entrant dans le cadre du nouveau dispositif a été réalisé en 2005.

En 2022, la commune comptait 1 432 habitants, en évolution de +2,14 % par rapport à 2016 (Pas-de-Calais : −0,72 %, France hors Mayotte : +2,11 %).
| 1793 | 1800 | 1806 | 1821 | 1831 | 1836 | 1841 | 1846 | 1851 |
| ---- | ---- | ---- | ---- | ---- | ---- | ---- | ---- | ---- |
| 562  | 592  | 622  | 672  | 686  | 686  | 724  | 737  | 731  |

| 1856 | 1861 | 1866 | 1872 | 1876 | 1881 | 1886 | 1891 | 1896 |
| ---- | ---- | ---- | ---- | ---- | ---- | ---- | ---- | ---- |
| 746  | 747  | 801  | 800  | 808  | 810  | 822  | 800  | 803  |

| 1901 | 1906 | 1911 | 1921 | 1926 | 1931 | 1936 | 1946 | 1954 |
| ---- | ---- | ---- | ---- | ---- | ---- | ---- | ---- | ---- |
| 890  | 941  | 936  | 581  | 757  | 776  | 742  | 836  | 896  |

| 1962 | 1968 | 1975 | 1982  | 1990  | 1999  | 2005  | 2006  | 2010  |
| ---- | ---- | ---- | ----- | ----- | ----- | ----- | ----- | ----- |
| 917  | 941  | 984  | 1 028 | 1 077 | 1 148 | 1 249 | 1 264 | 1 257 |

| 2015  | 2020  | 2022  | - | - | - | - | - | - |
| ----- | ----- | ----- | - | - | - | - | - | - |
| 1 384 | 1 428 | 1 432 | - | - | - | - | - | - |

#### Pyramide des âges
En 2018, le taux de personnes d'un âge inférieur à 30 ans s'élève à 33,5 %, soit en dessous de la moyenne départementale (36,7 %). De même, le taux de personnes d'âge supérieur à 60 ans est de 24,4 % la même année, alors qu'il est de 24,9 % au niveau départemental.
En 2018, la commune comptait 684 hommes pour 733 femmes, soit un taux de 51,73 % de femmes, légèrement supérieur au taux départemental (51,5 %).
Les pyramides des âges de la commune et du département s'établissent comme suit.
| Hommes | Classe d’âge | Femmes |
| ------ | ------------ | ------ |
| 0,7    | 90 ou +      | 0,7    |
| 4,8    | 75-89 ans    | 8,1    |
| 17,0   | 60-74 ans    | 17,5   |
| 21,8   | 45-59 ans    | 18,9   |
| 22,8   | 30-44 ans    | 20,7   |
| 12,6   | 15-29 ans    | 13,4   |
| 20,3   | 0-14 ans     | 20,7   |

| Hommes | Classe d’âge | Femmes |
| ------ | ------------ | ------ |
| 0,5    | 90 ou +      | 1,6    |
| 5,6    | 75-89 ans    | 8,9    |
| 16,7   | 60-74 ans    | 18,1   |
| 20,2   | 45-59 ans    | 19,2   |
| 18,9   | 30-44 ans    | 18,1   |
| 18,2   | 15-29 ans    | 16,2   |
| 19,9   | 0-14 ans     | 17,9   |

### Manifestations culturelles et festivités

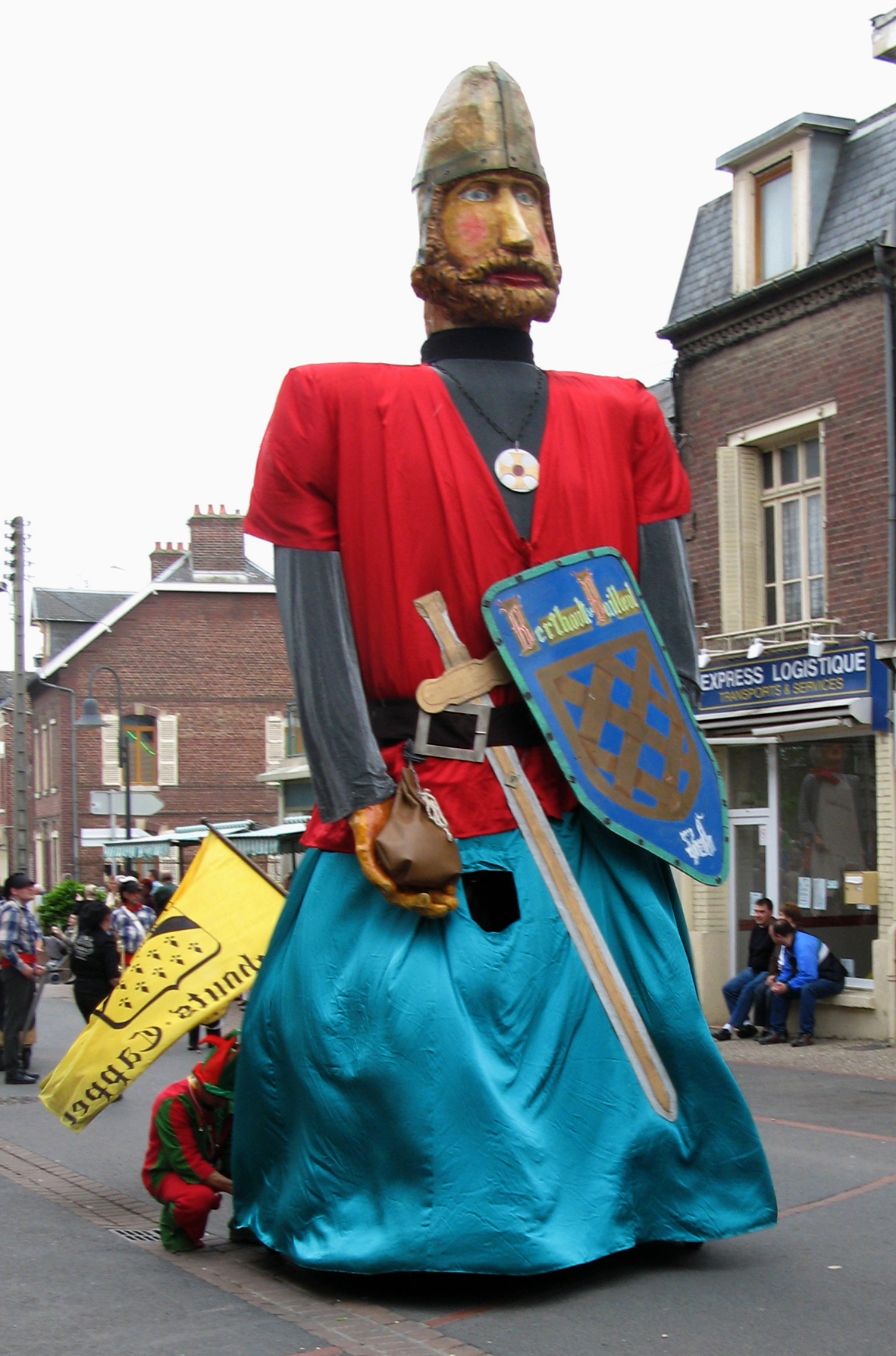
Le géant Berthoult lors de sa sortie à Ham en 2007.

- Un géant de parade, Berthoult, anime (depuis l'année 2000) les festivités locales et assure des prestations dans d'autres villes[44].
- Fondé en 1897 par Jean-Baptiste Carton, l'Orchestre d'Harmonie -  Le Réveil Musical - de Bailleul-Sire-Berthoult, compte environ 40 musiciens, de 10 à 89 ans. Elle a confirmé son classement en division supérieure en 2013 lors du concours national d'harmonies. Le Réveil Musical forme au sein de son école de musique les musiciens de demain qui assureront la relève de l'orchestre[45].

## Économie

### Revenus de la population et fiscalité
En 2019, dans la commune, il y a 568 ménages fiscaux qui comprennent 1 439 personnes pour un revenu médian disponible par unité de consommation de 24 900 euros, soit supérieur au revenu médian de la France métropolitaine qui est de 21 930 euros,.

## Culture locale et patrimoine

### Lieux et monuments
- L'église Saint-Jean-Baptiste.
- Le monument aux morts[48].
- Albuera Cemetery, cimetière militaire de la Première Guerre mondiale, géré par la Commonwealth War Graves Commission.

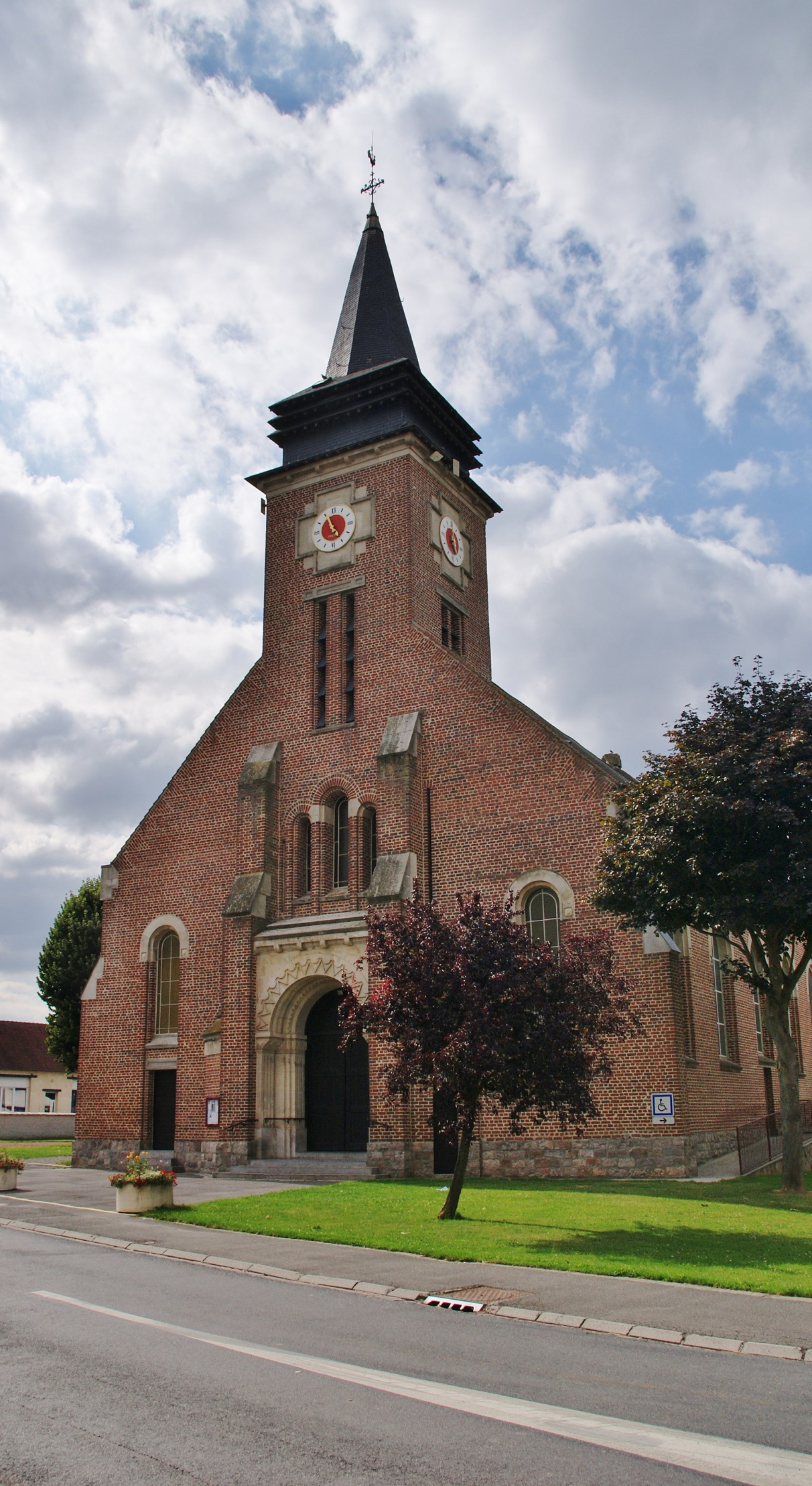
L'église.
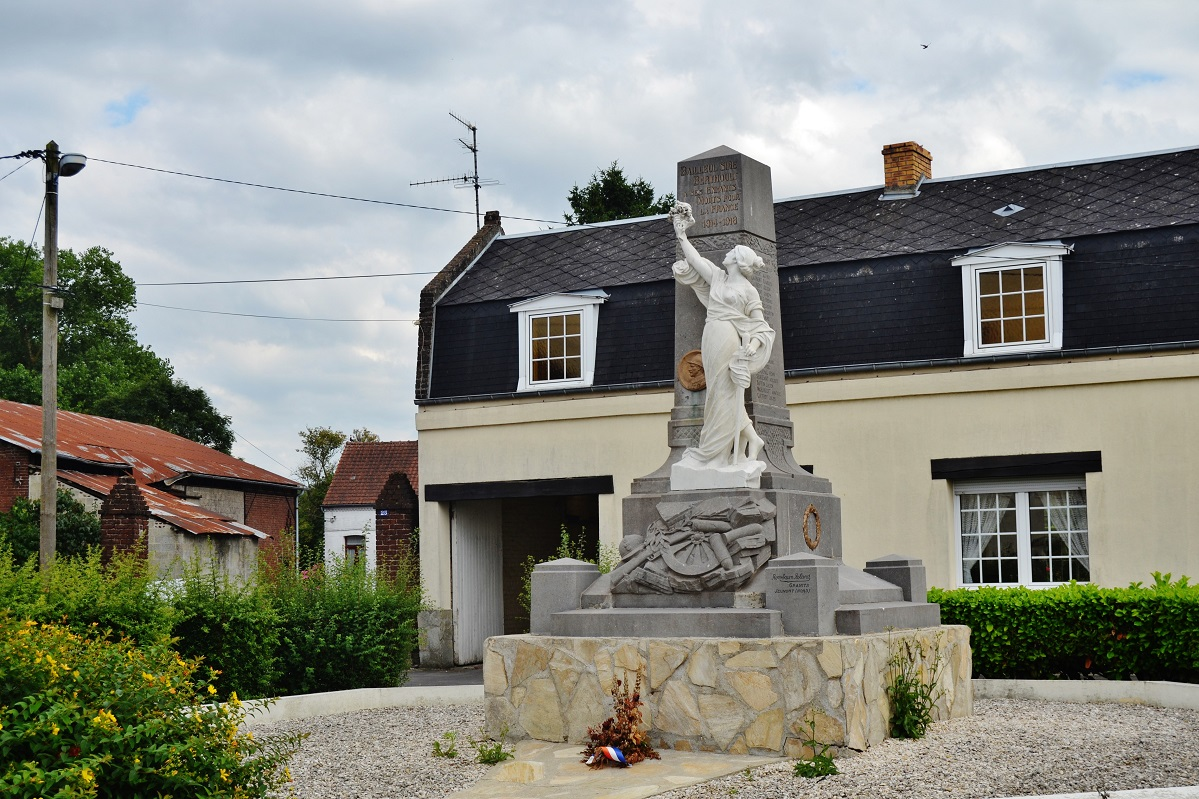
Le monument aux morts.
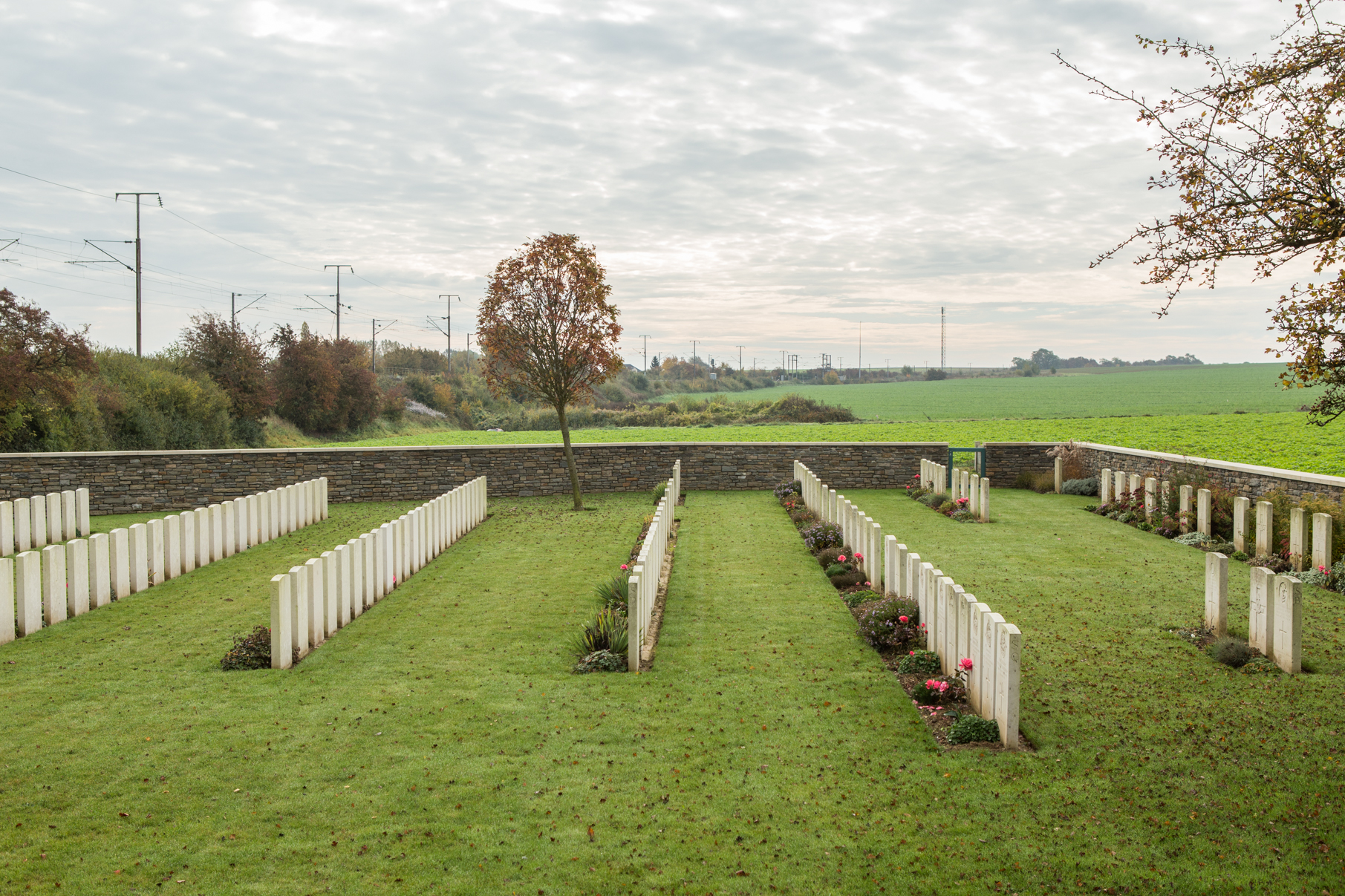
Albuera Cemetery

### Héraldique
| Armes de Bailleul-Sir-Berthoult | Les armes de Bailleul-Sir-Berthoult se blasonnent ainsi : D'azur fretté de six pièces d'or,. |

## Pour approfondir